# Litwa na Letnich Igrzyskach Paraolimpijskich 2004
Litwa na Letnich Igrzyskach Paraolimpijskich 2004 w Atenach zdobyła siedem medali, 1 złoty, 1 srebrny i 5 brązowych. Zajęli 50 miejsce w klasyfikacji medalowej.

## Medale

### Złoto
- Aldona Grigaliūnienė - lekkoatletyka, pchnięcie kulą - F37/38

### Srebro
- Kestutis Skucas - pływanie, 50 m stylem grzbietowym - S4

### Brąz
- Kęstutis Bartkėnas - lekkoatletyka, 10000 m - T13
- Linas Balsys - lekkoatletyka, bieg maratoński - T13
- Rolandas Urbonas - lekkoatletyka, rzut dyskiem - F12
- Algirdas Tatulis - lekkoatletyka, rzut dyskiem - F42
- Jonas Stoskus - judo, waga średnia (90 kg)